# 阿莉西亚·加西亚-埃雷罗
阿莉西亚·加西亚-埃雷罗（西班牙語：Alicia García-Herrero；1968年2月11日—）是来自西班牙的经济学家及经济学教授。她自2015年6月起于法国外贸银行（Natixis）担任亚太区首席经济学家，并担任欧洲智库布鲁盖尔（Bruegel）高级研究员、西班牙皇家智库埃尔卡诺研究所（Real Instituto Elcano）研究员，以及位于柏林、专注于中国研究的智库MERICS顾问团成员，此外她还是香港科技大学 的客座教授和新加坡国立大学东亚研究所的非常驻研究员。
她的研究方向主要是金融和银行问题，特别是新兴市场的货币政策，同时对中国问题颇有研究。加西亚-埃雷罗还为一些金融机构提供咨询，如香港金融管理局下属的香港金融研究中心， 亚洲开发银行和欧洲联盟委员会。此外，她还是香港论坛的理事会成员和Bright Hong Kong的联合创始人。
加西亚-埃雷罗在顶尖学术期刊上发表过众多论文，并出版过很多书籍，她的观点也频繁被中国媒体和其他主流国际媒体发表和引用，例如中国日报，网易，新浪，经济通，信报财经新闻，彭博, 消费者新闻与商业频道（CNBC）, 有线电视新闻网（CNN）, 路透社, 《金融时报》, "福布斯"，等。她在社交媒体（特别是领英和推特）上也积极发表对于经济领域问题的分析，作为对她的洞察力和影响力的肯定，加西亚-埃雷罗被评为领英2017年经济与金融领域十大声音，并在 2020年Refinitiv全球社交媒体影响力人物中排名第六位。

## 教育经历
加西亚-埃雷罗在布尔戈斯大学（西班牙）取得经济学士学位，在博科尼大学（意大利）取得了商业管理学士学位。此后，她还曾在基尔世界经济研究所（德国）攻读国际经济学研究生课程，并获得乔治华盛顿大学（美国）经济学博士学位。
加西亚-埃雷罗的母语是西班牙语，但是她的英语、法语、德语、意大利语也非常流利，除此之外，她可以使用阿拉伯语、中文、日语、葡萄牙语和俄语进行交流。

## 职业生涯
1994-1997年间，她在国际货币基金组织担任经济学家一职。2001年-2006年，担任西班牙银行国际经济部的主任。2006年-2007年，她在国际清算银行亚洲研究部任职。任职法国外贸银行首席经济学家前，她曾经于2007年-2015年在西班牙外换银行担任新兴市场的首席经济学家 ，专注于欧洲和亚洲的经济问题研究。
学术方面，加西亚-埃雷罗曾经是中欧国际商学院（中国）的访问学者、香港岭南大学（中国香港）的兼职教授、约翰·霍普金斯大学（意大利）的访问教授、马德里卡洛斯三世大学（西班牙）的助理教授、马德里自治大学（西班牙）的副教授。

## 部分文章和书籍
- Mexico' s monetary policy communication and money markets, International Journal of Economics and Finance, 11(2), February 2019[24]
- Analyzing the impact of monetary policy on financial markets in Chile, Revista de Análisis Económico, 32(1), 2017[25]
- Financial inclusion, rather than size, is the key to tackling income inequality, Singapore Economic Review, pp. 0217-5908, 8 November 2017[26]
- China' s Belt and Road Initiative: Can Europe Expect Trade Gains? China & World Economy, 25(6), pp. 84-99, 2017[27]
- Do as I Do, and Also as I Say: Monetary Policy Impact on Brazil' s Financial Markets, Economía, 17(2), pp. 65-92, Spring 2017[28]
- The Mix of International Banks' Foreign Claims: Determinants and Implications, Journal of Money and Banking, 31(6), pp. 1613-1631, June 2007[29]
- The Role of Global Risk Aversion in Explaining Latin American Sovereign Spreads, Economia, 7(1), pp. 125-155, fall 2006[30]
- Does China Have an Impact on Foreign Direct Investment to Latin America? China Economic Review, Documentos de Trabajo N. º 0517, 2005[31]